# Kataklysm (musikgrupp)
Kataklysm är en death metal-grupp från Montréal, Kanada, som bildades 1991. Debutalbumet Sorcery gavs ut 1995.

## Historia
Kanadensiska Kataklysm bildades officiellt 1991, och efter ett år så släppte de demon Death Gate Cycle Of Reincarnation som gav dem ett skivkontrakt med tyska Nuclear Blast Records. Direkt efter att de fick ett kontrakt gav de ut demon i CD-format och lade till bonusspåret "The Orb Of Uncreation" vilket resulterade i den kritikerrosade EP:n The Mystical Gate Of Reincarnation. Deras första fullängdsalbum, Sorcery gavs ut 1995. Året därpå kom deras andra platta, Temple of Knowledge, tillsammans med en video på spåret "The Awakener" vilket resulterade i en ljus framtid för gruppen. Med skivsläpp som Northern Hyperblast Live och det kontroversiella albumet Victims Of This Fallen World (1998), så visade gruppen mångfald och utforskade nya territorier vilket gav upphov till ett nytt ljud för Kataklysm.
År 2000 gav gruppen ut sitt fjärde album, The Prophecy (Stigmata of the Immaculate), ett album som styrde Kataklysm i en ny kurs och som av kritiker har blivit kallat "-The most devastating release in extreme music in years."

## Medlemmar
Nuvarande medlemmar
- Maurizio Iacono – basitarr (1991–1998) sång (1998– ) (också i Ex Deo)
- Jean-François Dagenais – gitarr (1991– )
- Stéphane Barbe – basgitarr (1998– )
- Olivier Beaudoin – trummor (2014– )

Tidigare medlemmar
- Ariel Saied – trummor (1991–1992)
- Stéphane Côté – gitarr (1991–1992)
- Sylvain Houde – sång (1991–1998)
- Mark Marino – trummor (1992)
- Max Duhamel – trummor (1993–1995, 1998–2003, 2005–2013)
- Nick Miller – trummor (1995–1998)
- Jean-François Richard – trummor (2002–2004)
- Martin Maurais – trummor (2004–2005)

Bildgalleri

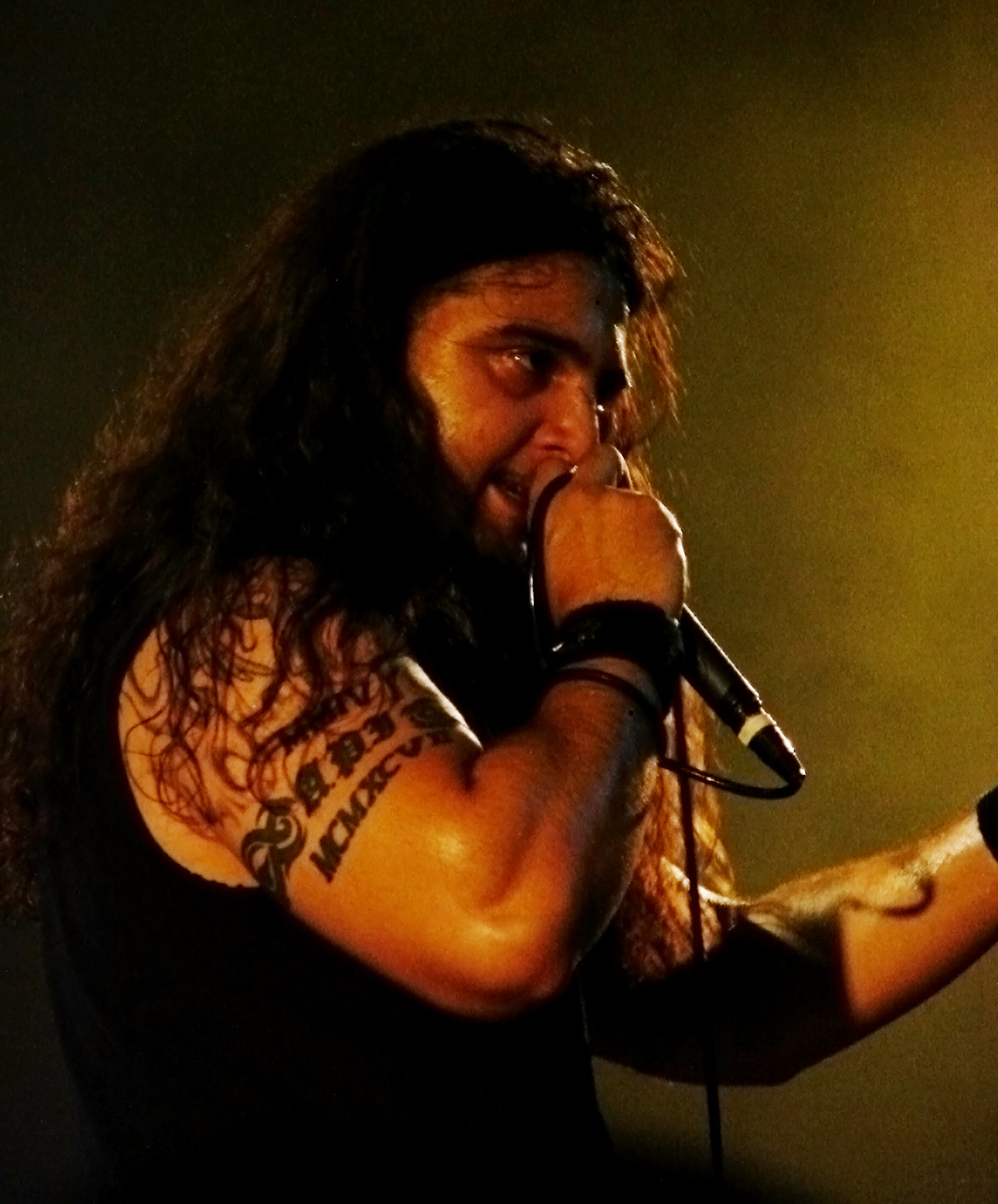
Maurizio Iacono
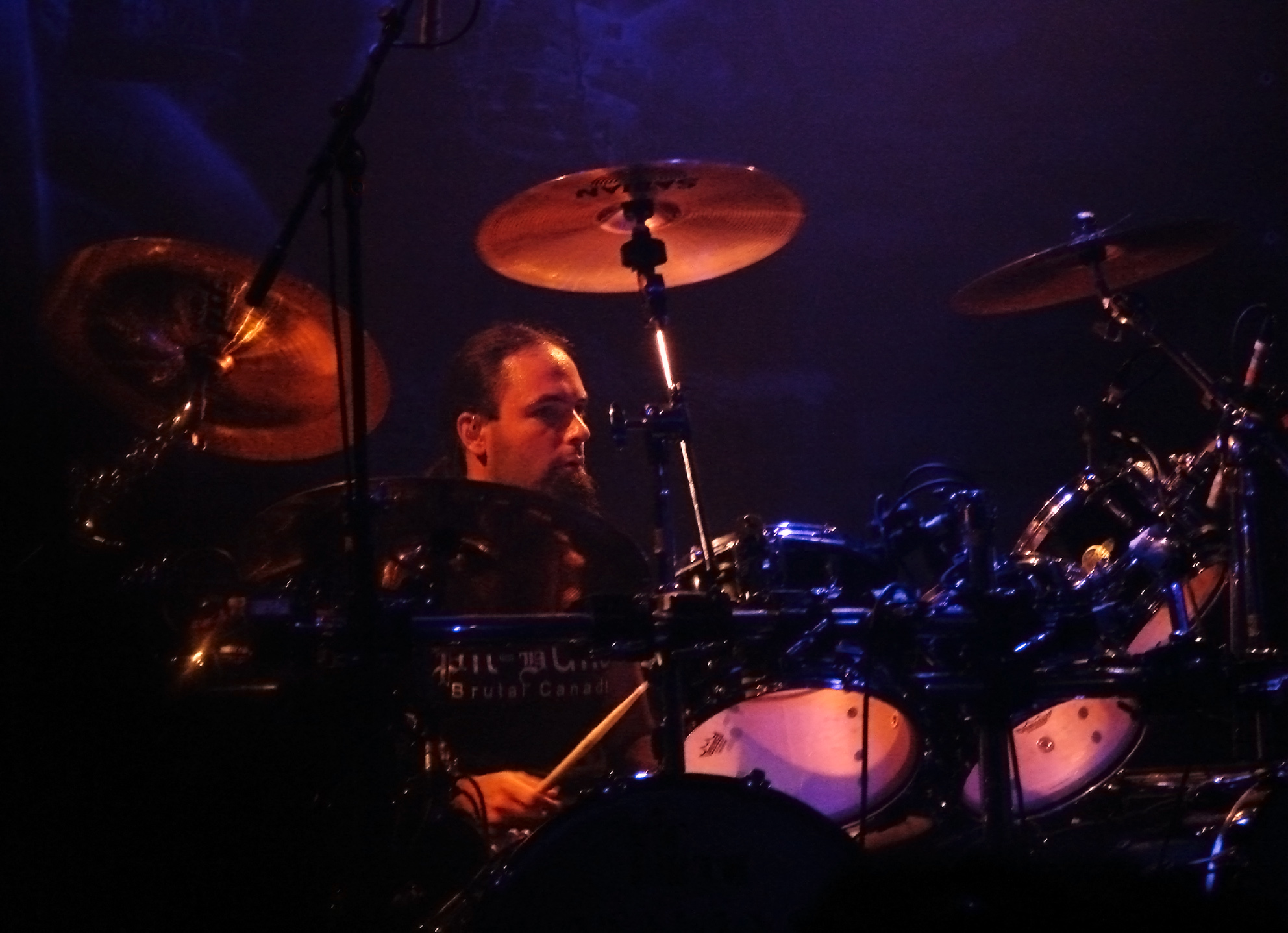
Max Duhamel
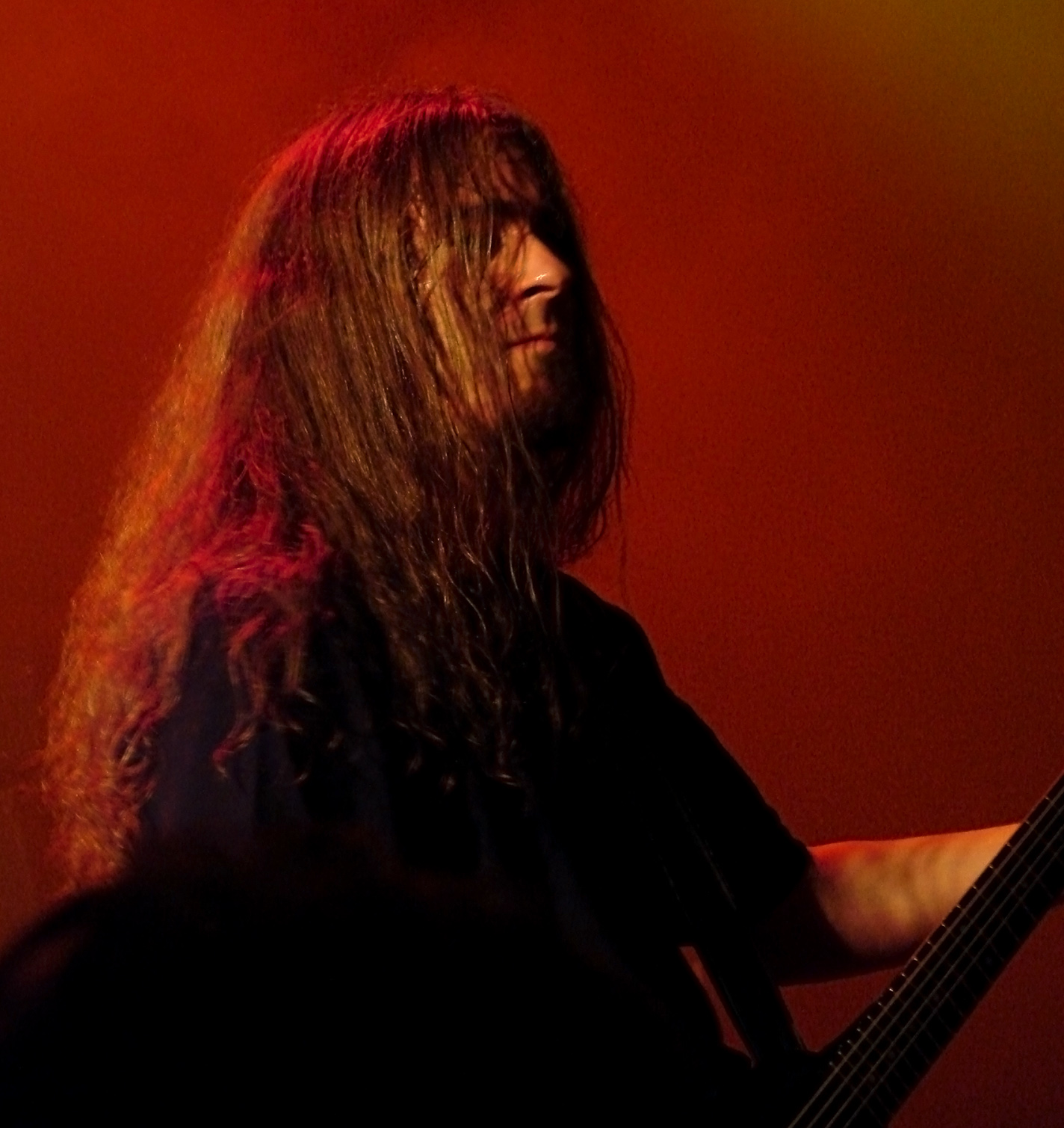
Jean-François Dagenais
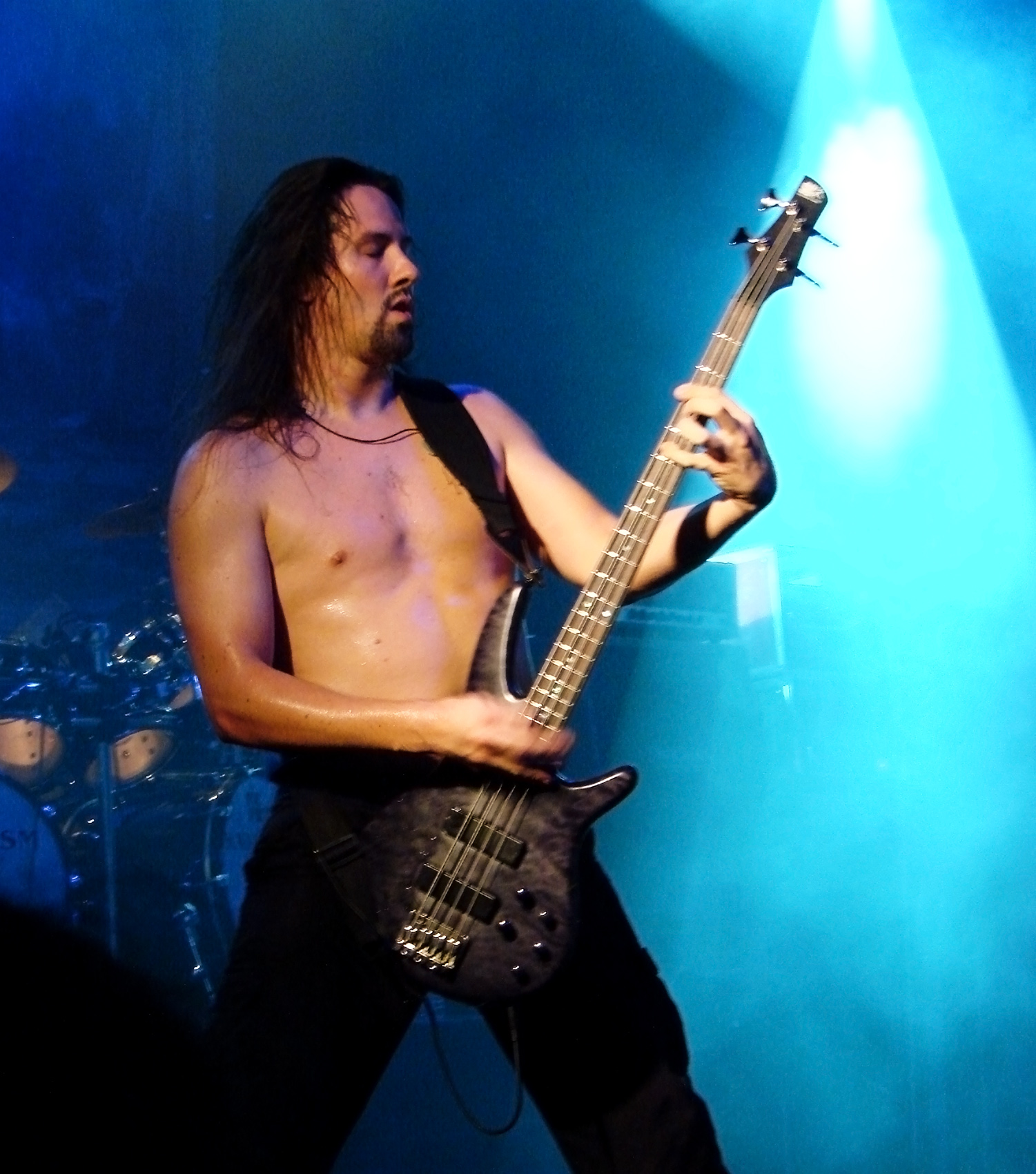
Stéphane Barbe

Turnerande medlemmar
- François Mongrain – basgitarr (2007–?)
- Olivier Beaudoin – trummor (2013–2014)

Bidragande musiker (studio)
- François Mongrain – basgitarr
- Amélie Denoncourt – violin (1998)
- Rob "The Witch" Tremblay – sång (2000)
- Mike DiSalvo – sång (2000)
- Jordan Dare – sång (2004)
- Peter Tägtgren – sång (2004)

## Diskografi
Demo
- 1992 – The Death Gate Cycle Of Reincarnation
- 1993 – The Vortex of Resurrection
- 1993 – Rehearsal

Studioalbum
- 1995 – Sorcery
- 1996 – Temple of Knowledge
- 1998 – Victims of this Fallen World
- 2000 – The Prophecy (Stigmata of the Immaculate)
- 2001 – Epic: The Poetry of War
- 2002 – Shadows and Dust
- 2004 – Serenity in Fire
- 2006 – In the Arms of Devastation
- 2008 – Prevail
- 2010 – Heaven's Venom
- 2013 – Waiting for the End to Come
- 2015 – Of Ghosts and Gods
- 2018 – Meditations

Livealbum
- 1998 – Northern Hyperblast Live
- 2007 – Live In Deutschland - The Devastation Begins

EP
- 1993 – The Mystical Gate of Reincarnation
- 1994 – Vision the Chaos

Singlar
- 2008 – "Taking The World By Storm"
- 2010 – "Cross the Line of Redemption"
- 2010 – "Determined (Vows of Vengeance)"
- 2012 – "Iron Will"
- 2015 – "Thy Serpent's Tongue"

Samlingsalbum
- 2004 – Northern Hyperblast / Victims Of This Fallen World
- 2016 – Serenity in Fire / Shadows & Dust
- 2016 – Sorcery / the Mystical Gate of Reincarnation / Temple of Knowledge
- 2016 – The Prophecy (Stigmata of the Immaculate) / Epic (The Poetry of War)

Video
- 2012 – Iron Will: 20 Years Determined (2DVD + 2CD)

Annat
- 2001 – Nuclear Blast Festivals 2000 (delad album: Hypocrisy / Destruction / Raise Hell / Crematory / Kataklysm)